# Виноградова, Эмилия Яковлевна
Эмилия Яковлевна Виноградова (урождённая Туровская, 1910—2003) — советский хореограф, создатель концертных номеров для эстрады.

## Биография
Родилась 10 января 1916 года в Петрограде.
Занималась в Театральном техникуме на отделении эстрады и ритмики у Фёдора Лопухова и Петра Гусева.
С 1937 года работала в ансамбле при Дворце пионеров (главный балетмейстер А. Обрант).
С 1939 года работала в Театре Балтфлота, затем — балетмейстер ансамбля Северо-Западного фронта, в 1943 году — молодёжного Фронтового ансамбля, реорганизованного в Ленинградский молодёжный ансамбль танца (1946, руководитель Обрант).
Затем вслед за Обрантом перешла в Ленконцерт (1958).
Умерла 5 августа 2003 года, похоронена на Еврейском кладбище Санкт-Петербурга.

## Творчество
Свои постановки задумывала на конкретного исполнителя, стремилась наиболее полно раскрыть его индивидуальность, поэтому её контакты с артистами имели длительный характер. Разножанровый репертуар создала для Н. Раудсепп и Э. Саттарова.
Виноградова Обращалась преимущественно к современным темам, чётко выстраивала драматургию номера. Владея широким жанровым диапазоном, тяготела к комедийности, эксцентрике, гротеску. В своих постановках сочетала танец с цирковой акробатикой, в некоторых случаях со словом.
Для мужского трио — В. Сырковского, Б. Васильева, Л. Муравьёва поставила веселую пародию «Музыканты-эксцентрики». В номере, созданном для Н. Баева — «Новый скрипач в оркестре» (музыка А. Петрова, 1975), гротесковом дуэте «Заморские ловеласы» (где партнёром Баева был акробат и танцор И. Водопьянов) использовались акробатические трюки, пантомима. В лирической сценке «Скамейка» комедийный эффект возникал от разницы в росте Баева и Е. Муравьёвой. Для Натальи и Олега Кирюшкиных Виноградова создала спектакль — «Истории грустные и веселые» (1980), состоявший из нескольких эпизодов.

## Награды
Созданные Виноградовой номера — «Щеголиха» (1965), хореографический «фитиль» «Не типично, но бывает» (1967) и «Арлекино» (1979) были награждены дипломами различных конкурсов.